# CONSUR XV
O CONSUR XV é a equipe que representa os países da CONSUR, a Confederação Sul-Americana de rugby union, para amistosos.

## História
Inicialmente, era conhecida como Jaguares, e foi utilizada para séries bienais de jogos contra a seleção sul-africana, que vinha sendo boicotada por seleções nacionais por conta do apartheid. Era basicamente composta de argentinos, havendo representantes mínimos de Brasil, Chile, Paraguai e Uruguai, com as cores de cada um presentes no uniforme (branco, azul, vermelho, amarelo e verde). As séries ocorreram entre 1980 e 1984, com três visitas à África do Sul e uma visita desta à América do Sul.
O distintivo era formado pela combinação dos brasões das seleções argentina (representada pela onça-pintada), chilena (condor), uruguaia (quero-quero) e paraguaia (jacaré).
A única vitória de argentinos sobre os Springboks ocorreu defendendo os Jaguares em vez dos Pumas, como é chamada a seleção da Argentina. Foi em 3 de abril de 1982, em Pretória, por 21-12, o que foi uma surpresa, haja vista que haviam perdido por 18-52 uma semana antes; todos os pontos sul-americanos foram feitos pelo abertura e capitão Hugo Porta, o único do continente a ser eleito o melhor jogador do mundo, em 1985.
Johan Heunis, Willie du Plessis, Carel du Plessis, Danie Gerber, Ray Mordt, Naas Botha, Divan Serfontein, Rob Louw, Wynand Claassen, Theus Stofberg, Louis Moolman, Burger Geldenhuys, Ockie Oosthuizen, Willie Kahts e Hempies du Toit foi a escalação sul-africana derrotada. Os vencedores foram Eduardo Sanguinetti, Guillermo Varone, Marcelo Loffreda, Rafael Madero, Alejandro Puccio, Hugo Porta, Alfredo Soares Gache, Jorge Allen, Ernesto Ure, Mario Negri, Eliseo Branca, Carlos Bottarini, Pablo Devoto, Andrés Courreges e Serafín Dengra.
Naquela vitória e nos demais jogos contra os Springboks, os titulares sempre foram apenas argentinos, com exceção ao espanhol Tomás Pardo Vidal, que jogou uma vez, em 1984. Os sul-africanos venceram as demais partidas. Apenas dois jogadores brasileiros estiveram no elenco dos Jaguares naquelas séries: Diego Padilla, do Rio Branco, em 1982, e Pedro Cardoso, do Niterói, em 1980 e 1982.
Em 2011, a equipe foi retomada, sob o nome CONSUR XV, para amistoso contra a Argentina, que se preparava para a Copa do Mundo de Rugby de 2011. Os Pumas venceram por 78-15. Dois brasileiros estiveram presentes na partida: Lucas Duque, do São José Rugby Clube, que marcou dois tries, os únicos dos derrotados, e Júlio César Fígalo, do Niterói. Em 2013, para amistoso contra a Inglaterra, foi convocado Moisés Duque, irmão de Lucas e também do São José. Os ingleses venceram por 41-21, resultado considerado honroso para os sul-americanos.

## Jogos contra seleções
| Anfitrião      | Placar  | Visitante      | Data                  | Local                                | Ocasião                                                |
| -------------- | ------- | -------------- | --------------------- | ------------------------------------ | ------------------------------------------------------ |
| África do Sul  | 24 - 9  | América do Sul | 26 de abril de 1980   | Wanderers Stadium, Joanesburgo       | Turnê dos Jaguares à África do Sul em 1980             |
| África do Sul  | 18 - 9  | América do Sul | 3 de maio de 1980     | Kings Park Stadium, Durban           | Turnê dos Jaguares à África do Sul em 1980             |
| América do Sul | 13 - 22 | África do Sul  | 18 de outubro de 1980 | Montevidéu, Uruguai                  | Turnê da África do Sul à América do Sul em 1980        |
| América do Sul | 16 - 30 | África do Sul  | 25 de outubro de 1980 | Santiago, Chile                      | Turnê da África do Sul à América do Sul em 1980        |
| África do Sul  | 50 - 18 | América do Sul | 27 de março de 1982   | Loftus Versfeld Stadium, Pretória    | Turnê dos Jaguares à África do Sul em 1982             |
| África do Sul  | 12 - 21 | América do Sul | 3 de abril de 1982    | Free State Stadium, Bloemfontein     | Turnê dos Jaguares à África do Sul em 1982             |
| África do Sul  | 32 - 15 | América do Sul | 20 de outubro de 1984 | Loftus Versfeld Stadium, Pretória    | Turnê dos Jaguares à África do Sul em 1984             |
| África do Sul  | 21 - 12 | América do Sul | 27 de outubro de 1984 | Newlands Stadium, Cidade do Cabo     | Turnê dos Jaguares à África do Sul em 1984             |
| Argentina      | 78 - 15 | América do Sul | 6 de agosto de 2011   | Estadio del Bicentenario, San Juan   | Amistoso preparatório da Argentina para a Copa de 2011 |
| América do Sul | 21 - 41 | Inglaterra     | 2 de junho de 2013    | Estádio Charrúa, Montevidéu, Uruguai | Turnê da Inglaterra à Argentina em 2013                |